# Fabián Rinaudo
Fabián Andrés Rinaudo (Armstrong, Santa Fe, 8 de mayo de 1987) es un futbolista argentino que se desempeña como mediocampista defensivo y juega en el Club Atlético Defensores de Armstrong.

## Trayectoria

### Club de Gimnasia y Esgrima La Plata
Antes de llegar a las inferiores de Gimnasia y Esgrima La Plata, jugó en el club Defensores de Armstrong y posteriormente hizo inferiores en Rosario Central en el año 2002. Debutó en Primera División en un partido amistoso frente a Independiente en el Estadio Ciudad de La Plata en el año 2008, perteneciente a un Torneo de Invierno. Sin embargo su debut oficial fue el 5 de octubre de 2008 frente a River Plate, en un partido que terminó en un empate en 0. Con la camiseta de Gimnasia, disputó 100 partidos oficiales de los cuales solo pudo convertir dos goles el primero fue a Lanús en el bosque, partido que Gimnasia terminaría ganando por 3 a 2.

### Sporting de Portugal
El 4 de julio de 2011 se hace oficial el pase de Fito al Sporting de Portugal de Portugal firmando un contrato por 4 años, hasta junio de 2015 con una Cláusula de rescisión 25.0 millones EUR. "Es un jugador que seguí particularmente en estos últimos años. Sé perfectamente lo que puede dar dentro del equipo: combatividad, agresividad y compromiso" afirmó Carlos Freitas, el director deportivo del club. Su debut se produjo el 23 de julio de 2011 en la victoria del Sporting Clube de Portugal por 2 a 1 frente a la Juventus con goles de Yannick Djaló. El 4 de noviembre de 2011 sufre fractura del peroné y el desplazamiento de la tibia de su pierna izquierda en la derrota de su equipo, Sporting de Portugal, ante el Vaslui, de Rumania partido por Liga Europa. En su vuelta a las canchas, el 8 de febrero de 2012 anota su primer gol en Portugal en la victoria de su equipo por 3 a 1 frente a Nacional de visitante por la Liga de Portugal.

### Calcio Catania
El primer semestre del 2014 lo encuentra vistiendo la camiseta del Calcio Catania cedido por el Sporting de Portugal. En el club Italiano hasta el momento disputó 16 partidos, todos de titular y no convirtió goles. El 22 de julio de 2014 fue comprado por el club firmando un contrato hasta 2014.

### Club de Gimnasia y Esgrima La Plata
En julio de 2015 Fabián Rinaudo volvió al Club que lo vio nacer. El día sábado 25 de julio se produjo su regreso oficial ingresando en el segundo tiempo por Roberto Brum en el partido correspondiente de la fecha 18 del torneo argentino frente a Crucero del Norte, partido que ganó "El Lobo" por 2 a 1.

### Rosario Central
Su incorporación se realizó el 28 de diciembre de 2018 disputando el segundo tramo de la Superliga Argentina en club de Arroyito (Rosario). El 2 de mayo de 2019, Central disputaría la Supercopa Argentina 2018 enfrentando al Club Atlético Boca Juniors. Luego de un empate 0-0 en los 90 minutos de juego, el partido se definió por penales, en la cual Esteban Andrada atajo el tiro de Rinaudo en la tanda de penales y luego Carlos Izquierdoz convertiría el suyo para que Boca gane 6-5 en la definición y obtuviera el trofeo por primera vez en su historia.

## Selección nacional
El 20 de mayo de 2009 integró por primera vez la selección de Argentina citado por Diego Maradona jugando un partido frente a Panamá que el conjunto albiceleste ganara por 3 a 1.
En total jugó 8 partidos para la Selección Argentina denominada Selección Local, ya que estaba compuesta solamente de jugadores del Fútbol Argentino. El jueves 18 de agosto de 2011 vuelve a ser confirmado para formar nuevamente parte de la selección argentina esta vez con Alejandro Sabella como entrenador, pero esta vez para formar parte de los jugadores que transitan en Europa.
En el 2014, integró la lista de 30 jugadores preseleccionados para viajar a la Copa del Mundo, sin embargo no pudo quedar entre los 23 que terminaron viajando.

## Características
Es un volante central por excelencia. Tiene un buen despliegue físico, ejerce mucha presión sobre los jugadores rivales, con un alto poder de quite de la pelota ajena.
Dispone de una personalidad muy fuerte y de una actitud firme, lo que lo hace un baluarte en el mediocampo. Puede jugar en el medio solo y también como doble cinco.

## Clubes
| Club                        | País      | Año       | Partidos | Goles |
| --------------------------- | --------- | --------- | -------- | ----- |
| Gimnasia y Esgrima La Plata | Argentina | 2008-2011 | 92       | 1     |
| Sporting de Portugal        | Portugal  | 2011-2014 | 50       | 1     |
| Calcio Catania              | Italia    | 2014-2015 | 51       | 1     |
| Gimnasia y Esgrima La Plata | Argentina | 2015-2018 | 49       | 4     |
| Rosario Central             | Argentina | 2019-2021 | 17       | 2     |

## Estadísticas
Datos actualizados al 25 de enero de 2020.
| Gimnasia y Esgrima La Plata Argentina |               |               |     |   |    |    |    |     |     |   |
| 1.ª | A-2008        | 10            | 0   | - | -  | -  | -  | 10  | 0   |   |
| 1.ª | C-2009        | 19            | 1   | - | -  | -  | -  | 19  | 1   |   |
| 1.ª | A-2009        | 17            | 0   | - | -  | -  | -  | 17  | 0   |   |
| 1.ª | C-2010        | 18            | 0   | - | -  | -  | -  | 18  | 0   |   |
| 1.ª | A-2010        | 14            | 0   | - | -  | -  | -  | 14  | 0   |   |
| 1.ª | C-2011        | 21            | 0   | - | -  | -  | -  | 21  | 0   |   |
| 1.ª | 2015          | 12            | 1   | 1 | 0  | -  | -  | 13  | 1   |   |
| 1.ª | 2016          | 11            | 0   | 1 | 0  | -  | -  | 12  | 0   |   |
| 1.ª | 2016-17       | 15            | 2   | 1 | 0  | 2  | 0  | 18  | 2   |   |
| 1.ª | 2017-18       | 24            | 0   | - | -  | -  | -  | 24  | 0   |   |
| 1.ª | 2018          | 13            | 0   | 6 | 0  | -  | -  | 19  | 0   |   |
| Total club | Total club    | 174           | 4   | 9 | 0  | 2  | 0  | 185 | 4   |   |
| Sporting Portugal |               |               |     |   |    |    |    |     |     |   |
| 1.ª | 2011-12       | 10            | 0   | 1 | 0  | 7  | 0  | 18  | 0   |   |
| 1.ª | 2012-13       | 23            | 0   | - | -  | 3  | 0  | 26  | 0   |   |
| 1.ª | 2013          | 3             | 0   | - | -  | -  | -  | 3   | 0   |   |
| Total club | Total club    | 36            | 0   | 1 | 0  | 10 | 0  | 47  | 0   |   |
| Sporting Clube "B" Portugal |               |               |     |   |    |    |    |     |     |   |
| 2.ª | 2013          | 1             | 0   | - | -  | -  | -  | 1   | 0   |   |
| Total club | Total club    | 1             | 0   | 0 | 0  | 0  | 0  | 1   | 0   |   |
| Calcio Catania · Italia |               |               |     |   |    |    |    |     |     |   |
| 1.ª | 2014          | 17            | 0   | 1 | 0  | -  | -  | 18  | 0   |   |
| 2.ª | 2014-15       | 31            | 1   | 1 | 0  | -  | -  | 32  | 1   |   |
| Total club | Total club    | 48            | 1   | 2 | 0  | 0  | 0  | 50  | 1   |   |
| Rosario Central Argentina |               |               |     |   |    |    |    |     |     |   |
| 1.ª | 2019          | 11            | 0   | 2 | 0  | 5  | 0  | 18  | 0   |   |
| 1.ª | 2019-20       | 16            | 2   | - | -  | -  | -  | 16  | 2   |   |
| Total club | Total club    | 27            | 2   | 2 | 0  | 5  | 0  | 34  | 2   |   |
| Total carrera | Total carrera | Total carrera | 287 | 7 | 14 | 0  | 19 | 0   | 319 | 7 |
| (1) Copa de Portugal (2011-12); Copa de Italia (2013-14, 2014-15); Copa Argentina (2014-15, 2015-16, 2017, 2018); Supercopa Argentina (2018); Copa de la Superliga Argentina (2019). (2) Liga Europa de la UEFA (2011-12, 2012-13); Copa Sudamericana (2017); Copa Libertadores (2019). (3) No se consideran goles en encuentros amistosos. |               |               |     |   |    |    |    |     |     |   |